# ابوالحسن شیرازی
میرزا ابوالحسن خان ایلچی (۱۷۷۶ – ۱۸۴۵) سیاستمدار و دیپلمات ایرانی بود که دو بار به‌عنوان وزیر امور خارجه خدمت کرد؛ نخست از ۱۸۲۴ تا ۱۸۳۴ میلادی، و بار دیگر از ۱۸۳۸ تا هنگام مرگش در ۱۸۴۵. او همچنین به‌عنوان فرستادهٔ ایران به روسیه و بریتانیا خدمت کرد و نمایندهٔ اصلی ایران در امضای عهدنامه‌های گلستان و ترکمانچای با روسیه، به‌ترتیب در ۱۸۱۳ و ۱۸۲۸ بود.
میرزا ابوالحسن خواهرزادهٔ حاج ابراهیم کلانتر—وزیر دو تن از شاهان قاجار یعنی آقامحمدخان (حک. ۱۷۸۹–۱۷۹۷) و فتحعلی‌شاه (حک. ۱۷۹۷–۱۸۳۴)—بود. هنگامی که حاج ابراهیم از میان برداشته و در ۱۸۰۱ اعدام شد، تمام خویشاوندانش یا فرار کردند، یا اعدام شدند یا کور شدند. میرزا ابوالحسن که در آن زمان حکمران شوشتر بود، به هند گریخت و آن‌جا در دربار نظام حیدرآباد مشغول به خدمت شد. پس از دو سال و نیم، بازماندگان حاج ابراهیم عفو شدند. در این هنگام بود که میرزا ابوالحسن به ایران بازگشت و وارد دربار فتحعلی‌شاه شد.
میرزا ابوالحسن در فاصلهٔ سال‌های ۱۸۰۹ تا ۱۸۱۰ سفیر ایران در بریتانیا بود که «پیمان دوستی و اتحاد مقدماتی» میان دو کشور را نهایی کرد. او همچنین کوشش‌های ناموفقی به‌منظور دریافت کمک از بریتانیا در بازپس‌گیری سرزمین‌های اشغالی قفقاز از روسیه داشت. او سفر خود را در کتاب حیرت‌نامه مستند کرده‌است. طی اقامتش، کمپانی هند شرقی بریتانیا شروع به پرداخت حقوق سالانهٔ ۱٫۰۰۰ روپیه به او کرد که تا زمان مرگش ادامه داشت. بسیاری از مورخان این اقدام را گواهی بر خیانت او دانستند یا اینکه دست کم او پشتیبانِ بریتانیا بود. در مارس ۱۸۱۳، میرزا ابوالحسن از طرف ایران عهدنامهٔ گلستان را امضا کرد و بدین ترتیب جنگ ایران و روسیه در ۱۸۱۳–۱۸۰۴ به پایان رسید و منجر به از دست رفتن اکثر ملک‌های متصرفی ایران در قفقاز شد. به‌دنبال این معاهده، میرزا ابوالحسن در فاصلهٔ سال‌های ۱۸۱۴ تا ۱۸۱۶ میلادی به عنوان سفیر ایران در روسیه خدمت کرد تا راجع به بازپس‌گیری برخی از سرزمین‌های از دست رفته صحبت کند اما اقداماتش ناموفق بود.
میرزا ابوالحسن در سال ۱۸۲۳ به‌عنوان وزیر امور خارجهٔ جدید منصوب شد. وی این سمت را حفظ کرد و تا زمان مرگ فتحعلی‌شاه در سال ۱۸۳۴ در اکثریت تصمیمات مهم سیاست خارجی ایران نقش به‌سزایی داشت. میرزا ابوالحسن از جناحی بود که با جنگ دیگری با روسیه مخالفت کرد و تمایل داشت تحت هر شرایطی از درگیری مسلحانه جلوگیری شود. اما جناح دیگری که مایل به جنگ بودند منجر به آغاز دومین جنگ ایران و روسیه (۱۸۲۸–۱۸۲۶) شد. ایرانیان در جنگ دوم نیز از روس‌ها شکست خوردند و مجبور به امضای عهدنامهٔ ترکمانچای شدند و پذیرفتند که خانات ایروان و نخجوان به روسیه واگذار شود. میرزا ابوالحسن و شاهزاده عباس میرزا بودند که در ۲۸ فوریهٔ ۱۸۲۸ این عهدنامه را به نمایندگی از ایران امضا کردند.
به‌دنبال مرگ فتحعلی‌شاه در سال ۱۸۳۴، میرزا ابوالحسن از شاهزاده علی میرزا ظل‌السلطان به‌عنوان شاه جدید ایران اعلام پشتیبانی کرد، زیرا شاهزاده دیگر، محمدشاه، قائم‌مقام فراهانی را به‌عنوان وزیر خود منصوب کرده بود. محمدشاه سرانجام علی میرزا را شکست داد و وارد تهران شد و همین امر باعث شد میرزا ابوالحسن در فوریهٔ ۱۸۳۵ به حرم شاه عبدالعظیم پناه برد. او تا ۲۶ ژوئن ۱۸۳۵ در آن‌جا ماند، تا اینکه قائم‌مقام فراهانی به قتل رسید. حاجی میرزا آقاسی جانشین قائم‌مقام شد که میرزا ابوالحسن را در سال ۱۸۳۸ به مقام وزارت امور خارجه بازگرداند و تا زمان مرگش در سال ۱۸۴۵ در این سمت باقی ماند.
میرزا ابوالحسن از سوی اکثر مسافران بریتانیایی معاصر با دیدی مثبت در نظر گرفته شده‌است. با این حال، ارزیابی‌های اکثر دانشگاهیان ایرانی از شخصیت وی منفی بوده‌است.

## زندگی‌نامه
ابوالحسن شیرازی در سال ۱۱۹۰ قمری، برابر ۱۷۷۶ میلادی در شیراز متولد شد. وی خواهرزاده و داماد حاج ابراهیم کلانتر (حاجی ابراهیم‌خان اعتمادالدوله شیرازی) و پسر میرزا محمدعلی خان، منشی نادرشاه و دختر ابراهیم خان کلانتر (که او را جزء بانفوذ خاندان قوام شیرازی یهودی‌تبار قرار می‌داد) بود.
در سال ۱۲۱۵ قمری فتحعلی شاه، میرزا ابراهیم خان کلانتر شیرازی را که از عوامل انگلستان بود از صدارت برکنار و به زندان انداخت. در آن هنگام میرزا ابوالحسن خان، حاکم شوشتر بود و به دستور فتحعلی شاه به تهران احضار شد. شاه قصد نابودی وی را داشت ولی با وساطت عده‌ای از درباریان من جمله رضا قلی خان نوایی بخشیده شد و از مرگ نجات یافت و عازم زیارت بیت اله الحرام شد و پس از آن به مدت ۴ سال در هند روزگار گذرانید. میرزا ابوالحسن خان هنگامی که شنید شاه تا حدودی بستگان حاج ابراهیم کلانتر را بخشیده عازم شیراز شد و در تشکیلات حکومتی حسین علی میرزا فرمانفرما که پسر فتحعلی شاه بود به منصب یساولی و هم صحبتی  منصوب شد. وی به سال ۱۲۲۴ قمری به فرمان فتحعلی شاه به عنوان سفیر ایران به همراه جیمز موریه منشی سفارت انگلستان و مؤلف کتاب حاجی بابای اصفهانی روانه لندن شد. 

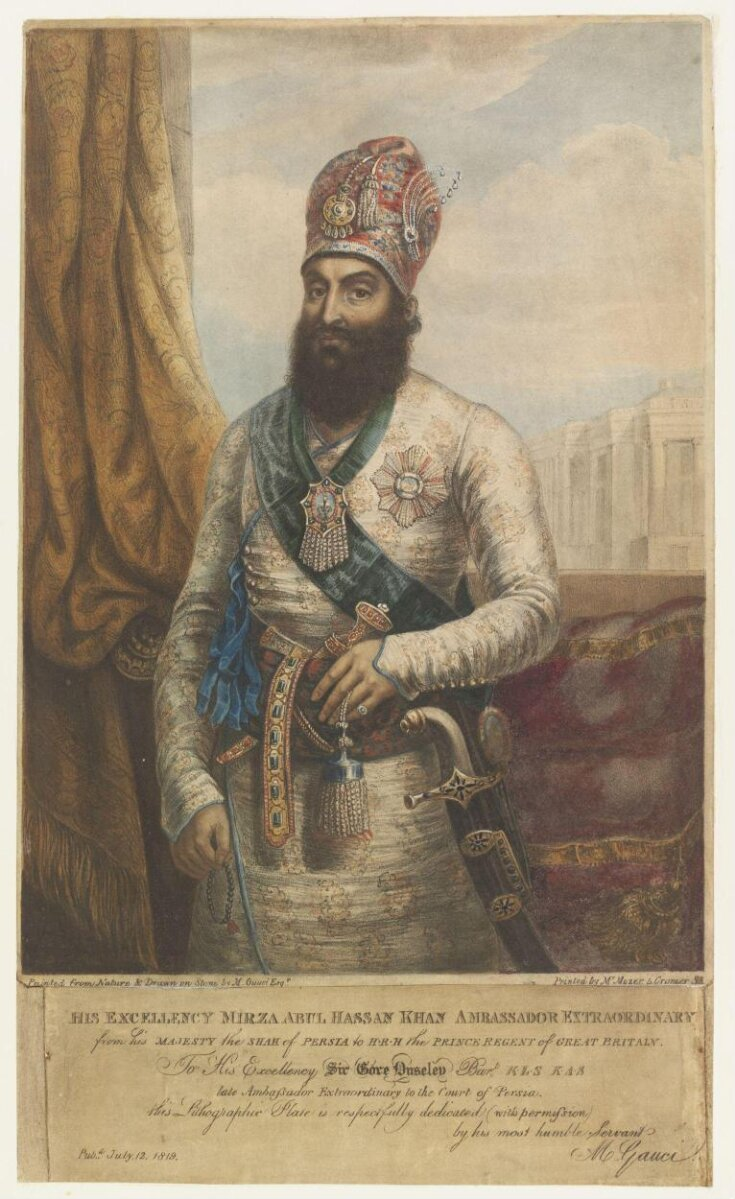
تصویری دیگر از ابوالحسن شیرازی

میرزا ابوالحسن خان ایلچی از همان ابتدا تحت تأثیر پیشرفت‌های مادی اروپا قرار گرفت و با شگفتی به سیر و سیاحت در آن دیار پرداخت و در نهایت کتاب حیرت نامه سفرا را به عنوان تحفه سفر با خود به ایران آورد. سفرنامه ایلچی که از اولین نمونه‌های سفرنامه‌نویسی دوران قاجار است، تأثیر زیادی در شناساندن نهادهای مدرن اروپایی در میان نخبگان قاجار داشت، به طوری که برخی مورخان این نوشته‌ها را در شکل‌گیری جنبش تجددخواهی ایران در دوره‌های بعد مؤثر می‌دانند.
از حاشیه‌های سفر میرزا ابوالحسن خان که توجهات بسیاری را جلب نمود، عضویت وی در لژ فراماسونری انگلستان است. علاوه بر این که وی یکی از نخستین ایرانیانی است که به عضویت لژ فراماسونری درآمد، به مدت ۳۵ سال یعنی تا پایان عمر از کمپانی هند شرقی مقرری دریافت داشت. با وجود ادعاهای مصحح کتاب حیرت نامه ایلچی دربارهٔ مأموریت وی به عنوان عامل سرسپرده انگلستان در ایران، عباس امانت و وحید وحدت طرح چنین دیدگاهی را ناشی از تاریخ‌نگاری ایدئولوژیک پس از انقلاب در ایران می‌دانند. از سوی دیگر، چنین اتهاماتی توسط مؤلف کتاب حقوق بگیران انگلیس در ایران که به سال ۱۳۴۷ و پیش از انقلاب منتشر شده نیز به ایلچی وارد شده‌است.
ایلچی پس از ۸ ماه به اتفاق سر گور اوزلی که به سمت وزیرمختار انگلیس در ایران انتخاب شده بود از لندن راهی ایران شد اما کشتی آنها دچار طوفان گشت و پس از چند هفته سرگردانی عاقبت در برزیل پهلو گرفت. بدین ترتیب ابوالحسن خان نام خود را به عنوان اولین فرد ایرانی که به قاره آمریکا سفر کرده‌است در تاریخ ثبت نمود. وی بعد از بازگشت از طرف دولت ایران عهدنامه گلستان را در ۲۹ شوال ۱۲۲۸ قمری با دولت روسیه منعقد کرد و سپس به روسیه رفت و پس از سه سال به ایران بازگشت. پس از بازگشت میرزا ابوالحسن خان از سفر سه ساله به روسیه، مجدداً به عنوان سفیر ایران به لندن فرستاده شد، او علاوه بر این سمت، سمت سفیر ایران در عثمانی، اتریش، فرانسه و انگلستان را بر عهده داشت. او سفر خود را در رجب ۱۲۳۳ قمری آغاز کرد و سه سال بعد در ۱۲۳۶ قمری به ایران بازگشت. او در سال ۱۲۴۰ قمری به عنوان وزیر خارجهٔ ایران منصوب شد و تا سال ۱۲۵۰ قمری عهده‌دار این سمت بود، او به همراه عباس میرزا و قایم مقام در ۵ شعبان ۱۲۴۳ قمری عهدنامهٔ ترکمان چای را با روس‌ها منعقد کرد.

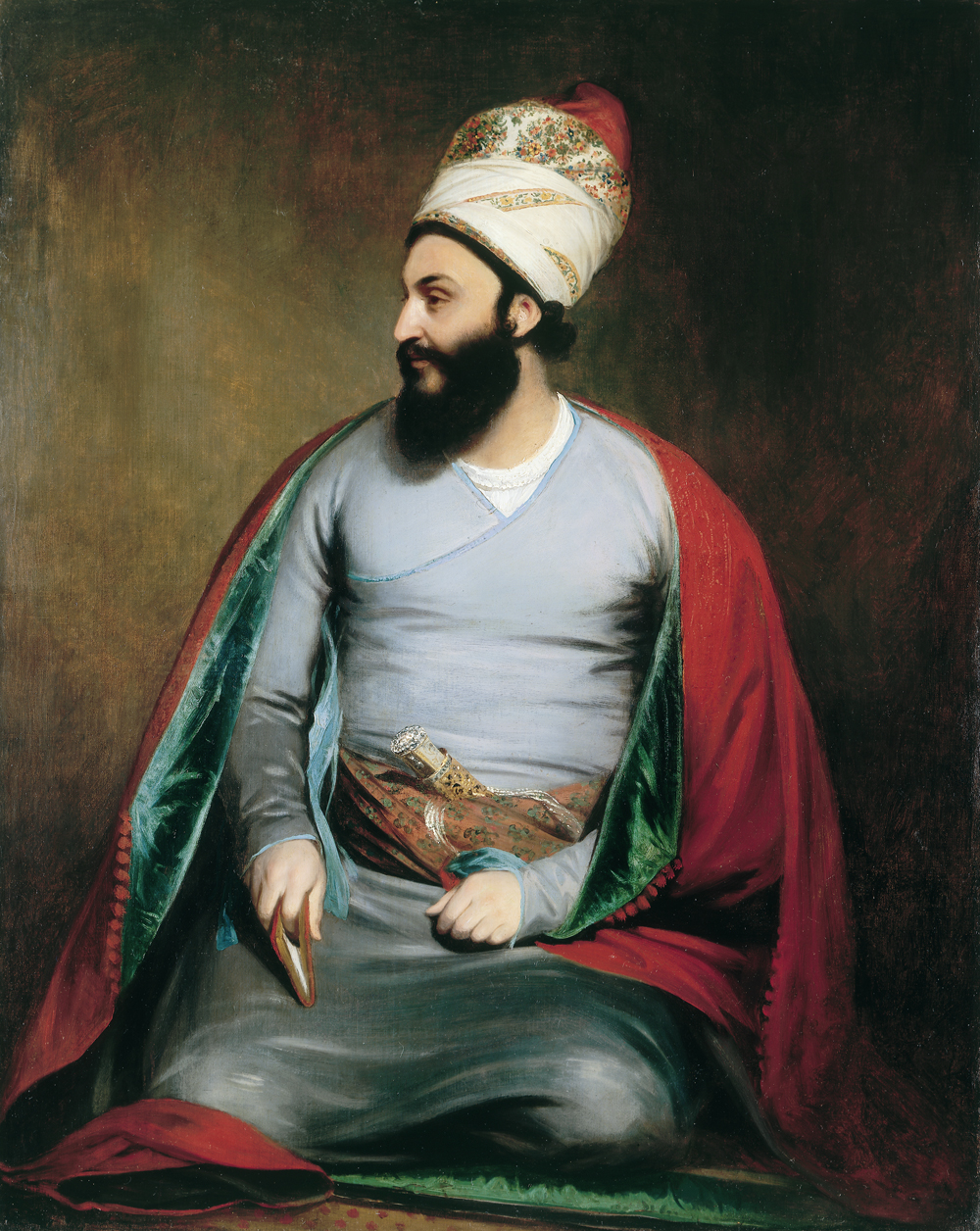
نگاره‌ای دیگر از ابوالحسن شیرازی

در سال ۱۲۵۰ ق هنگامی که فتحعلی شاه در گذشت، به جای حمایت از ولیعهد قانونی شاه یعنی محمد میرزا (محمد شاه بعدی)، از علی خان ظل السلطان پسر دهم فتحعلی شاه حمایت کرد علی خان ظل السلطان نیز در ۷ رجب ۱۲۵۰ قمر با عنوان عادل‌شاه و علی شاه تاجگذاری کرد. علی شاه به پاس خدمات ابوالحسن خان، او را در مقام خود ابقا نمود، اما اندکی بعد علی شاه از سپاه محمد شاه و ابوالقاسم قائم مقام شکست خورد و دستگیر شد، میرزا ابوالحسن خان هنگامی که این خبر را شنید به حرم عبدالعظیم پناهنده شد. اما هنگامی که قایم مقام کشته شد و حاجی میرزا آقاسی به وزارت و صدارت رسید به وساطت حاجی میرزا آقاسی از تحصن خویش خارج شد و از محمد شاه طلب بخشش کرد و پنج سال بعد یعنی در سال ۱۲۵۶ قمری مجدداً وزیر خارجه ایران شد. او سال‌ها در دوران حکومت فتحعلی شاه و محمد شاه به خدمت پرداخت و سرانجام در ۱۷ شعبان ۱۲۶۲ قمری در گذشت.

## معاونت در توطئه قتل قائم مقام فراهانی
به نوشته اسماعیل رائین میرزا ابوالحسن نقش کلیدی در توطئه بی‌اعتبار کردن و قتل قائم مقام فراهانی در ۱۸۳۲ میلادی داشته‌است.

## فرزندان میرزا ابوالحسن خان شیرازی
نوه میرزا ابوالحسن خان شیرازی، میرزا ابراهیم خان، خودو همسرش که از زاده‌های امیر سید اصیل الدین عبدالله الحسینی بود، از افراد محبوب ومورد توجه خاص وعام بودند و بیش از پیش باعث قدرت مذهبی او گشته بود وی با سیاست‌های پیش گرفته و با استفاده از نام جدش بر قدرتش می‌افزود. پس از رفت‌وآمدهایش به دربار و قدرت سیاسی-مذهبی که او در فارس داشت ناصر الدین شاه برای بهبودی چهره خویش از او استفاده می‌کرد اما پس از گذشت مدتی ناصرالدین شاه به تحریک نزدیکان از قدرت گرفتن این خاندان واهمه داشت و پس از توطئه واتهام خیانت به وی او و فرزندانش را تبعید کرد.
میرزا ابراهیم خان سه فرزند به نام‌های میرزا محمدعلی خان، میرزا محمودخان و میرزا مسعود خان داشت که میرزا ابراهیم خان و دو فرزند اول ودوم او را یعنی میرزا محمدعلی خان و میرزا محمود خان و فرزند او به نام میرزا ابوالقاسم خان را به داراب و میرزا مسعود خان و فرزندان وی میرزا ابوالحسن خان و میرزا ابوالحسین خان را به تهران وری تبعید کرد.
هم‌اکنون این خاندان به نام‌های میرزاخانیان، میرزاخانی در تهران و ری، میرزائی در داراب و مشیری در شیراز و تهران شناخته می‌شوند.
خانواده مشیری که از نسل میرزا مسعودخان هستند از قدرت سیاسی بالایی برخوردارند.

## املاک و موقوفات[۶]
- مدرسه ایلچی کبیر: میرزا ابوالحسن به هنگام بازگشت از آخرین سفرش به تهران چون می خواست مدرسه بزرگی بسازد سرای عزیزیان را به مبلغ دوست تومان خرید و ساختن مدرسه را به عهده محمدقلی آصف‌الدوله که به او اعتماد داشت واگذار کرد. پس از اتمام ساختن مدرسه چون میرزا ابوالحسن فوت کرده بود آصف‌الدوله نام مدرسه را مدرسه ایلچی کبیر وزیر دول خارجه ایران نامید ولی در پایین کاشی سردر نام مدرسه آصفیه با خط سفید روی کاشی آبی نوشته شد.[۷]

- کاروانسرای ایلچی و بیست باب مغازه
- درخونگاه: محل سکونت و زندگی وی شامل دیوان خانه، حیات خلوت، انارستان و حمام درخونگاه
- نصف دهات ساوه و چند ده بین کرج و قزوین
- روستای جعفرآباد در ورامین
- چندین باب خانه پدری در شیراز